# Rieth (Luckow)
Rieth (pol. hist. Ryle) – dzielnica gminy Luckow w Niemczech, w kraju związkowym Meklemburgia-Pomorze Przednie i powiecie Vorpommern-Greifswald, nad Jeziorem Nowowarpieńskim (zatoka Zalewu Szczecińskiego), na Pomorzu Zachodnim, bezpośrednio przy granicy polsko-niemieckiej.

## Historia
Miejscowość po raz pierwszy wzmiankowana w 1252 roku. Do wojny trzydziestoletniej w granicach księstwa pomorskiego dynastii Gryfitów. Po wojnie przejęta przez rodzinę von Bröcker, która odrestaurowała gotycki kościół. Od 1648 w granicach Szwecji, od 1720 część państwa pruskiego, a od 1871 – Niemiec. Od końca XVIII wieku wieś rozwijała się gospodarczo, powstały tutaj liczne gospodarstwa, przystań dla statków, domy rybackie, młyn, browar, rozwijało się rybołówstwo. Pod koniec XIX wieku Rieth połączono linią kolejową ze Szczecinem, Stolcem i Nowym Warpnem. 
Po II wojnie światowej miejscowość Ryle znajdowała się w Polsce, administracyjnie przynależała do Okręgu III Pomorze Zachodnie. Na podstawie umowy dwustronnej z 21 września 1945 r. odstąpiona Niemcom, trafiła do radzieckiej strefy okupacyjnej, od 7 października 1949 część NRD; od 3 października 1990 wchodzi w skład zjednoczonych Niemiec. Do 31 grudnia 1997 Rieth było samodzielną gminą, obecnie stanowi część gminy Luckow.

## Geografia

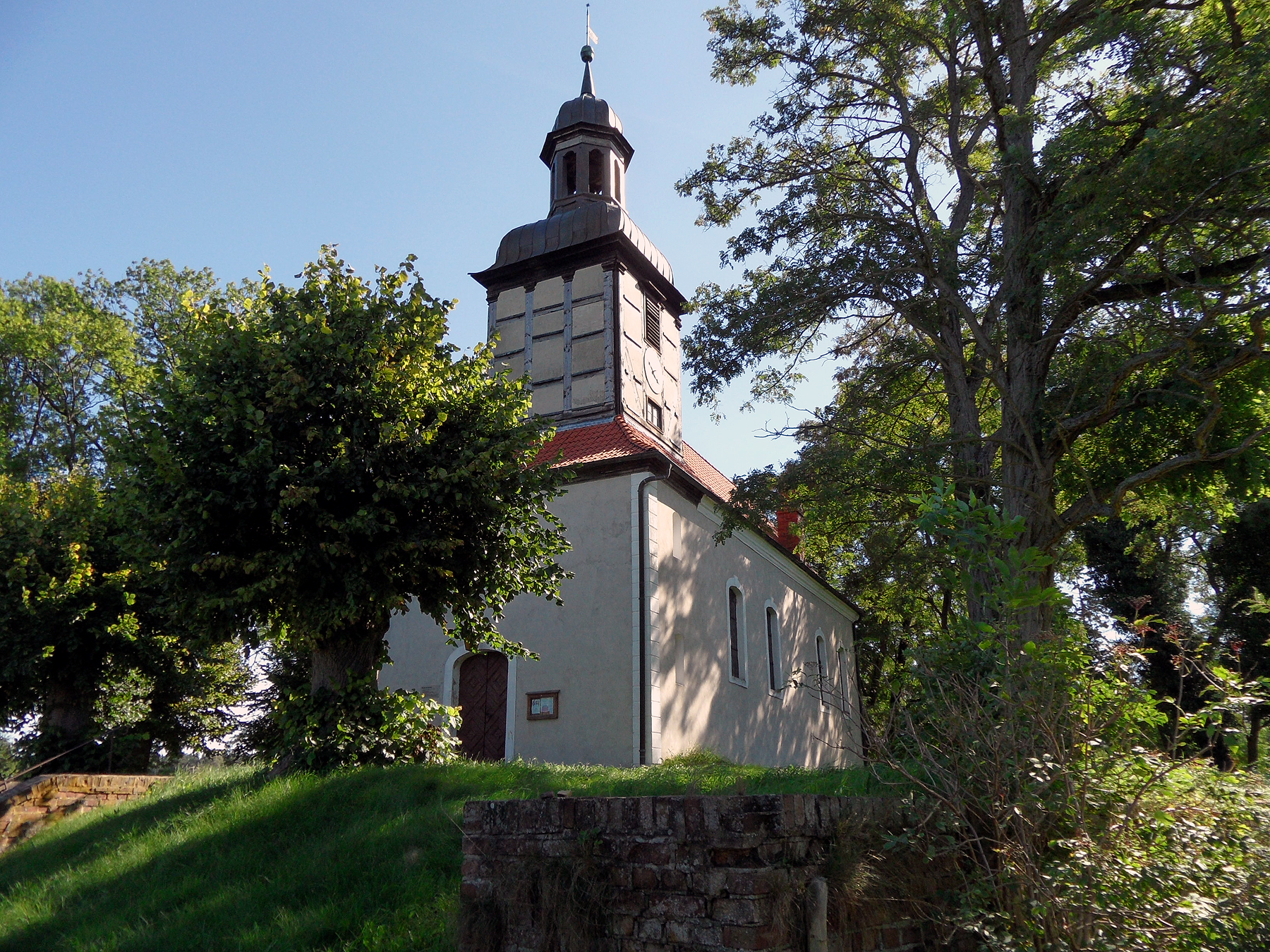
Zabytkowy kościół

Wieś rolniczo-rybacko-turystyczna. Znajduje się tutaj kościół i urząd pocztowy. Do niewątpliwych zalet należy położenie nad wodą. Okolice to lasy Puszczy Wkrzańskiej i wybrzeża jeziora, nieopodal wpada do niego rzeczka Myśliborką. Na jeziorze niedaleko Rieth leży wyspa Riether Werder. 
W chwili wejścia Polski do układu z Schengen ze wsi można się dostać do pobliskiego Nowego Warpna przez dawny kolejowy mostek nad graniczną rzeką Myśliborką. Przed akcesją do Układu z Schengen było to niemożliwe ze względu na przebiegającą granicę i brak zgody na utworzenie turystycznego przejścia małego ruchu granicznego Nowe Warpno (Karszno).